# 黄砂に吹かれて
「黄砂に吹かれて」（こうさにふかれて）は、工藤静香の通算8枚目のシングル。1989年9月6日にポニーキャニオンから発売された。

## 背景
表題曲、カップリング曲とも「MUGO・ん…色っぽい」以来約1年振りに中島みゆきが作詞を手掛けている。当時日本のアーティストが ″黄砂″ という単語を詞の中に取り入れることはほとんどなかったため、テーマとしては斬新なものであった。楽曲はこれまでの歌謡曲路線から現代風のサウンドへと変化を見せており、後藤次利のアレンジによって異国情緒を感じさせる楽曲に仕上げられている。
2022年7月20日に発売された工藤初のセルフカバー・アルバム『感受 Shizuka Kudo 35th Anniversary self-cover album』には、村松崇継のアレンジによる新たなバージョンで収録された。
2022年9月22日にNHK総合で放送された『SONGS』では、長女でフルート奏者のCocomiと共に出演し「黄砂に吹かれて」を披露した。

### タイアップ
「黄砂に吹かれて」は、太陽誘電カセットテープ「That's OW-1」のコマーシャルソングとして使用された。

## リリース
1989年9月6日にポニーキャニオンから、EPレコード・CT・8cmCDの3形態で発売された。
今作をもって、EPレコードの最後のリリースとなった。

## 記録
TBS系『ザ・ベストテン』の最終回である1989年9月28日に第1位を獲得した。
雑誌『明星』（集英社）で行われた「第3回YOUNG SONG大賞」では2位となり、2年連続してベスト・シングル賞を逃した。

## 収録曲
- 全作詞: 中島みゆき／作曲・編曲: 後藤次利

1. 黄砂に吹かれて（3:51）
2. 秋子（3:55）

## 収録アルバム
- 黄砂に吹かれて
  - HARVEST
  - unlimited
  - intimate
  - Super Best
  - She Best of Best
  - ミレニアム・ベスト
  - Shizuka Kudo 20th Anniversary the Best
  - My Treasure Best -中島みゆき×後藤次利コレクション-

※オリジナルアルバムには未収録
- 秋子
  - HARVEST
  - 20th Anniversary B-side collection
  - My Treasure Best -中島みゆき×後藤次利コレクション-

## カヴァー
| 中島みゆき         | 『回帰熱』                            | 1989年11月15日 | PCCA-00008（CD）  | セルフカバー 歌詞が一部変更され、テンポが異なっている。 |
| 中島みゆき         | 『回帰熱』                            | 1989年11月15日 | PCCA-00007（CT）  | セルフカバー 歌詞が一部変更され、テンポが異なっている。 |
| 中島みゆき         | 『A FILM of Nakajima Miyuki』         | 1991年6月21日  | PCVP-10575（VHS） | セルフカバー 歌詞が一部変更され、テンポが異なっている。 |
| 中島みゆき         | 『A FILM of Nakajima Miyuki』         | 1991年7月21日  | PCLP-00173（LD）  | セルフカバー 歌詞が一部変更され、テンポが異なっている。 |
| 中島みゆき         | 『THE FILM of Nakajima Miyuki』       | 2000年8月2日   | YCBW-10007（DVD） | セルフカバー 歌詞が一部変更され、テンポが異なっている。 |
| クリス・ダヤンティ | 『黄砂に吹かれて〜Lost In The Storm』 | 1993年4月21日  | PCDA-00425        |                                                         |
| 梅原裕一郎         | 『Shizuka Kudo Tribute』              | 2017年12月20日 | PCCA-04601        | 工藤静香のトリビュート・アルバム                        |